# I primi turbamenti
I primi turbamenti (Faustine et le Bel été) è un film del 1972 diretto da Nina Companeez.

## Trama
Faustine è una ragazza adolescente che vorrebbe far avverare i propri sogni. Passa le sue vacanze con i nonni, ed è affascinata dai vicini che soggiornano in una grande casa blu. Li osserva, ma non osa incontrarli. Un giorno Faustine è invitata dai vicini a trascorrere le vacanze con loro. C'è il padre Jean, suo fratello Julien, i figli Joachim e Florent. Faustine respinge Joachim e cerca di sedurre il maturo Julien.

## Distribuzione

### Edizione italiana
Il film giunse in Italia con notevole ritardo nel luglio del 1975. Edizione a cura della Cinitalia Edizioni, con doppiaggio CD. Dialoghi italiani di Guido Leoni.

## Accoglienza

### Critica
«Sceneggiatrice di qualità, collaboratrice assidua per anni di Michel Deville, regista di buon nome, la signora Nina Companéez si è staccata da lui l'anno scorso per mettersi a dirigere in proprio. Faustine et la belle été (titolo originale dei Primi turbamenti) è il suo film d'esordio. Facile accorgersi ch'è diretto da una donna: per la morbidezza del tratto narrativo, l'eleganza figurativa che attenua la scabrosità di certe situazioni, talune squisitezze psicologiche. La Companéez pone con accortezza queste doti al servizio di una regia, professionalmente calibrata e attenta. La trama è un tantino esile. Faustine è una giovane studentessa che trascorre la "bella estate" nella serenità della campagna, ospite dei nonni. Con Faustine illeggiadriscono la vicenda le coetanee Camille e Arianne: un trio di jeunes filles en fleur che sognano l'amore e lo trovano. [...]. Qualche sdolcinatura non toglie freschezza [...]» 